# Garganta del Villar
Garganta del Villar è un comune spagnolo di 40 abitanti situato nella comunità autonoma di Castiglia e León.